# Toshikazu Katayama
Pour les articles homonymes, voir Katayama.
Toshikazu Katayama (片山 敏一, Katayama Toshikazu) est un patineur artistique japonais né le 5 juin 1913. Il a été cinq fois champion du Japon avant la Seconde Guerre mondiale.

## Biographie

### Carrière sportive
Toshikazu Katayama est un pionnier du patinage artistique au Japon. Il a remporté les championnats du Japon à cinq reprises (1933, 1934, 1935, 1937, 1938).
Il a représenté son pays en 1936 à trois grandes compétitions internationales en Europe. Il s'est d'abord rendu aux championnats d'Europe en janvier à Berlin, puis aux Jeux olympiques d'hiver en février à Garmisch-Partenkirchen, et enfin aux championnats du monde en février à Paris. Lors de son voyage européen, il est accompagné par ses compatriotes masculins Kazuyoshi Oimatsu, Zenjiro Watanabe et Tsugio Hasegawa, ainsi que par sa compatriote féminine Etsuko Inada.
Il arrête les compétitions en 1938, un an avant le déclenchement du second conflit mondial qui va stopper les compétitions internationales pendant sept années, de 1940 à 1946.
Il est diplômé de l'université Kansei Gakuin (Kansei Gakuin University).

## Palmarès
| Compétition             | 1932 | 1933 | 1934 | 1935 | 1936 | 1937 | 1938 |
| Jeux olympiques d'hiver |      |      |      |      | 15e  |      |      |
| Championnats du monde   |      |      |      |      | 13e  |      |      |
| Championnats d'Europe   |      |      |      |      | 7e   |      |      |
| Championnats du Japon   | 2e   | 1er  | 1er  | 1er  | F    | 1er  | 1er  |
| Légende : F = Forfait   |      |      |      |      |      |      |      |